# 3087 Беатріс Тінслі
3087 Беатріс Тінслі (3087 Beatrice Tinsley) — астероїд головного поясу, відкритий 30 серпня 1981 року.
Тіссеранів параметр щодо Юпітера — 3,128.